# دانييل نيكلاسون
دانييل نيكلاسون (بالسويدية: Daniel Nicklasson)‏ (23 أبريل 1981 بالسويد - ) هو لاعب كرة قدم سويدي في مركز الوسط. لعب مع نادي غوتبورغ وIFK Hässleholm ‏ والبورك بولدسبيلكلوب ‏ وغايس غوتنبرغ وMjällby AIF ‏ وKristianstad FC ‏.

## روابط خارجية
- دانييل نيكلاسون على موقع اتحاد السويد (السويدية)
- دانييل نيكلاسون على موقع قاعدة بيانات كرة القدم.إي يو (الإنجليزية)
- دانييل نيكلاسون على موقع عالم كرة القدم.نت (الإنجليزية)